# Визит Л. И. Брежнева на Кубу (1974)
Визит Л. И. Брежнева в Республику Куба (28 января — 3 февраля 1974 года) стал важным событием в истории кубинско-советских отношений. К тому моменту эти отношения уже, в основном, сформировались и включали в себя четыре направления — экономика, образование, здравоохранение и культура.

## Хронология событий
22 января 1974 года В газете «Правда» объявлено об официальном дружественном визите Л. И. Брежнева на Кубу.
24 января Первый секретарь ЦК Коммунистической партии Кубы, Премьер-министр Революционного правительства республики Куба, товарищ Фидель Кастро дал интервью Советскому телевидению.
Ожидание визита он оценил фразой:
```
«Для Кубы визит товарища Брежнева… самый важный визит, который когда-либо имел место в истории нашей страны».
```

Что показать Брежневу:
```
«Прежде всего мы хотим продемонстрировать ему чувства нашего народа. Мы хотели бы показать также в пределах имеющегося в нашем распоряжении времени экономические н социальные свершения нашей революции.»
```

28 января Л. И. Брежнев вылетел из Москвы на Кубу с официальным визитом. Вместе с Генеральным секретарем отбыли министр иностранных дел А. А. Громыко, секретарь ЦК КПСС К. Ф. Катушев, зам. председателя Государственного комитета Совета министров СССР по внешним экономическим связям И. В. Архипов, генеральный директор ТАСС Л. М. Замятин и другие.
29 января, советская делегация посетила площадь Революции и возложила венок к памятнику Хосе Марти, национального героя Кубы, революционера и мыслителя. После церемониала, во дворце революции состоялись переговоры Л. И. Брежнева с Фиделем Кастро, во время которых обсуждались экономическое состояние и перспективы кубинско-советских экономических отношений, а также широкий круг актуальных международных проблем. В частности, Л. И. Брежнев рассказал, какие задачи решал СССР в рамках очередной пятилетки, поделился опытом работы КПСС в области сельского хозяйства и использовании новых технологий в промышленности.
После переговоров состоялся массовый митинг, на котором выступили с речами Фидель Кастро и Л. И. Брежнев. Официальные отчеты о визите и СМИ отмечали, что в митинге кубинско-советской дружбы, состоявшемся на площади Революции имени Хосе Марти в Гаване, приняло участие более миллиона кубинских граждан.
В следующий день, 30 января, состоялись переговоры Л. И. Брежнева с Фиделем Кастро, Раулем Кастро и Освальдо Дортикосом. Во время переговоров, было решено, что с помощью Советского Союза осуществится проектирование и строительство высоковольтных линий электропередач на востоке и западе Кубы. К 1975 году планировалось создать единую энергетическую систему с единым диспетчерским управлением, что должно было обеспечить значительно более высокую надежность и экономичность снабжения электроэнергией всех отраслей народного хозяйства и населения.
31 января в пригороде Гаваны Фидель Кастро и Л. И. Брежнев выступили на торжественном открытии средней специальной школы-интерната имени В. И. Ленина. После выступления Ф. Кастро Л. И. Брежнев передал школе подарок советских профсоюзов — оборудование для 72 учебных кабинетов и лабораторий.
1 февраля — перелет в Сантьяго-де-Куба, столицу крупнейшей провинции страны — Орьенте. Прибыв в город, Л. И. Брежнев вместе с Ф. Кастро и другими кубинскими и советскими руководителями осмотрели исторический музей «26 июля» на территории бывшей казармы Монкада, которую 26 июля 1953 года атаковала группа молодых патриотов во главе с Фиделем Кастро. Штурм Монкады и положил начало революционной борьбе.
2 февраля были продолжены переговоры между Ф. Кастро и Л. И. Брежневым, на которых был рассмотрен широкий круг вопросов. Обсуждались состояние и перспективы развития двусторонних связей между СССР и Кубой, КПСС и Коммунистической партией Кубы, проблемы современного международного положения и вопросы, связанные с дальнейшим укреплением сплоченности рядов международного коммунистического и рабочего движения.

## Реакция государственных лидеров
«Визит Л. И. Брежнева, — по мнению президента Аргентины Хуана Доминго Перона — был продиктован доброй волей и намерением помешать продолжению противоборства между латиноамериканской страной и США» . «Я думаю, — отметил он далее, — что блокада Кубы стала трагической ошибкой в политике Соединенных Штатов. Куба желала взять свою судьбу в свои собственные руки, и почему она не могла этого сделать, если это свободная и суверенная страна? Все, что произошло после этого, было следствием ошибочной и трагичной политики, которую Соединенные Штаты проводили в районе Карибского моря. Если бы Куба могла все сделать так, как она сама того хочет, от этого бы не было вреда, ни Соединенным Штатам, ни Кубе. Я всегда придерживался такого мнения. Необходимо, чтобы Куба вновь стала членом латиноамериканской семьи, как это было всегда. Если у кубинцев иная политическая система, чем у нас, это не должно нас касаться».

## Значение визита
Подтверждением значимости Кубы для внешней политики СССР стал визит Генерального секретаря КПСС Л. И. Брежнева в Республику Куба, который открыл новый этап в развитии двустороннего сотрудничества между двумя государствами. Реакция кубинского общества на визит советской официальной делегации свидетельствовала о том, насколько он был важен для Кубы. Визит был очень насыщенным, официальные встречи и деловые переговоры сопровождались различными памятными встречами, посещением музеев и школ. Квинтэссенцией визита Л. И. Брежнева стала кубино-советская декларация, имевшая всесторонний характер. Значительное внимание в ней уделялось международным отношениям и мировым проблемам, поэтому декларация широко обсуждалась в мировых СМИ. Впервые был поставлен вопрос о том, что Куба является полноценным участником социалистического лагеря и играет важную роль в геополитических отношениях.
Несомненно, визит Л. И. Брежнева на Кубу способствовал интенсификации двусторонних отношений между странами. Во время визита был принят целый ряд важнейших договоренностей об углублении экономического сотрудничества, помощи СССР в вопросах электрификации Кубы, расширении контактов в социальной и гуманитарных сферах. Ещё более важным было то, что в ходе визита было подтверждено единство целей и идеологическая близость советского и кубинского государств.
В целом, визит Л. И. Брежнева на Кубу 28 января — 3 февраля 1974 г. способствовал развитию кубино-советских отношений и стал залогом для пролонгации контактов между обеими странами.